# San Lucas Colucan
El pueblo de San Lucas Colucán está situado en el Municipio de Izúcar de Matamoros (en el Estado de Puebla). Hay 2577 habitantes,en la localidad hay 1207 hombres y 1370 mujeres. San Lucas Colucan está a 1250 metros de altitud.
Colucán proviene del topónimo náhuatl (compuesto por colotl = escorpión, y -can = sufijo de localización. significando entonces "lugar de escorpiones".),sus pueblos vecinos son:San Carlos, Ayutla, Xuchapa, la comunidad del Aguacate y otras comunidades.
En Colucán hay 847 viviendas. De ellas, el 98.06% cuentan con electricidad, el 30.81% cuenta con agua potable, el 83.23% tiene excusado, el 73.06% tiene radio, el 85.48% tiene televisión, el 65% tiene refrigerador, el 45.16% tiene lavadora, el 17.74% tiene coche, el 22.90%tiene teléfono fijo.
Su feria dedicada al santo patrono del pueblo de San Lucas se festeja el día 18 del mes de octubre en la cual inicia desde el primer día de octubre con las "mañanitas" en cada capilla en la cual se encuentra la imagen de san Lucas, también se entregan promesas ya sean para la iglesia o para el mayordomo y el 17 y 18 se presentan danzas como: los tecuanes y lobos, las moras, los 12 pares, los chinelos, los vaqueros, las borreguitas.
Lo más visitado es su manantial de aguas termales y la enorme piedra arriba de un cerro llamada la "buja" y su arquitectura es tradicional .
Las escuelas que se encuentran el la localidad son: el bachillerato oficial Benemérito de las Américas, la secundaria 5 de Febrero, la primaria vespertina Niños héroes de Chapultepec, primaria matutina José María Morelos y Pavón y el jardín de niños Aristeo Juárez Fuentes. El bachillerato se encuentra en la calle Emiliano Zapata y aún lado se encuentra la secundaria. Por motivos del sismo pasado el 19 de septiembre de 2017 la escuela primaria está compartiendo un mismo terreno con la secundaria ya que sus salones son aulas móviles , los alumnos de la primaria matutina y vespertina comparten esos salones; pero en poco tiempo ya regresarán a su escuela ya que fue reconstruida debido al daño que presentó en el sismo.
En sus campos de agricultura se da el maíz, el sorgo, el frijol y la caña. Esas son las fuentes de alimentación, de economía y empleos para algunos de los habitantes del pueblo de San Lucas Colucán. También está la ganadería que es una fuente de ingresos ya sea el alimento o el dinero, en si el pueblo de San Lucas Colucán presenta una deficiencia económica por la falta de empleo y el salario mínimo que ofrecen por el labor.